# 777 – Sect(s)
777 - Sect(s) er det ottende studiealbum fra det franske black metal-band Blut aus Nord, udgivet i 2011. Det er det første i en række af albums udgivet i "777"-serien.

## Spor
1. "Epitome I" - 7:57
2. "Epitome II" - 6:51
3. "Epitome III" - 4:52
4. "Epitome IV" - 11:52
5. "Epitome V" - 6:23
6. "Epitome VI" - 7:31